# Vasjkivtsi
Vasjkivtsi (ukrainsk: Вашківці, ukrainsk udtale: [ˈwɑʃkiu̯tsʲi]}; rumænsk: Vășcăuți; tysk: Waschkautz; russisk: Вашковцы) er en by i Vyzjytsja rajon i Tjernivtsi oblast (provinsen) i Ukraine. Den ligger i den historiske region Bukovina. Den er hjemsted for administrationen af Vashkivtsi urban hromada, en af Ukraines hromadaer..
Byen har  indbyggere.
Vasjkivtsi fik byrettigheder i 1940. Den ligger på højre bred af floden Tjeremosj omkring 33 km vest for Tjernivtsi og 32 km nordøst for rajonscentret Vyzjnytsja.